# Abundància natural
L'abundància natural (AN) és la quantitat present en la natura de cada isòtop d'un element químic expressada en percentatge. La massa atòmica dels elements és una mitjana ponderada de la massa atòmica de cada isòtop, segons la seva abundància natural. L'abundància de cada isòtop varia per a cada planeta, però es manté relativament constant durant el temps.
Cal no confondre l'abundància natural d'un isòtop, amb l'abundància d'un element químic a l'escorça terrestre.
Per exemple, es pot calcular la massa atòmica del liti a partir de les següents dades;
El liti consta de dos isòtops estables;
- El Li-6 (7,59% d'abundància natural) i massa atòmica 6,015 uma
- El Li-7 (92,41% d'abundància natural) i massa atòmica 7,016 uma

Així doncs el càlcul serà el següent:
El valor resultant, 6,94 uma és la massa atòmica del Liti i s'acosta més al valor del Li-7, ja que és el més abundant (aproximadament 92 de cada 100 àtoms de liti que es troben a la terra són de Li-7).

## Dades d'exemple
| Isòtop | Massa atòmica (uma) | Abundància natural (%) |
| ------ | ------------------- | ---------------------- |
| ¹H     | 1,008               | 99,985                 |
| ²H     | 2,014               | 0,015                  |
| ⁶Li    | 6,015               | 7,59                   |
| 7Li    | 7,016               | 92,41                  |
| ¹⁴N    | 14,003              | 99,632                 |
| 15N    | 15,000              | 0,368                  |